# Juryräddning
Juryräddning eller juryfrigörelse, engelska jury nullification (ungefär "juryogiltigförklarande"), avser en situation med jurysystem där juryn, fastän subjektivt övertygad om den åtalades skuld, väljer att frikänna denne från åtalet. Juryn "räddar" alltså en förment skyldig åtalad genom att ändå utöva sin makt som jury till förmån för ett frigivande. Det är alltså viktigt att skilja detta från ett gängse frikännande, där juryn finner den åtalade frikänd på grund av otillräcklig bevisföring eller bevis/övertygelse att en annan begått brottet, eller att åklagarens version på annat sätt inte stämmer. Ett gränsfall är där juryn finner den åtalade objektivt skyldig men ogillar och - vilket beror på jurisdiktion - inte kan förändra rubriceringen, t ex frikänner en kvinna oskyldig för ett åtal om mord efter omfattande hustrumisshandel av sådan typ som borde aktualiserat åtal för dråp, eller finner en delvis medansvarig oskyldig då denne skulle kunna hållas lika juridiskt skuldtyngd som medhjälplig, under regeln om felony murder eller liknande.
Det är alltså det subjektiva elementet som skiljer ett gängse frikännande och juryräddning åt. Juryns "räddning" av en skyldig åtalad är en följd av att juryn, när den väl är godkänd och tills rättegången är avklarad (eller ogiltigförklaras, eller ledamöter utesluts av enskilda skäl) är behörig att bestämma över skuldfrågan på eget bevåg, och inte kan straffas eller hållas ansvarig för ett "felaktigt" beslut - även om domen i sig kan ifrågasättas genom överklagan. Omvänt kan en jury fälla en person trots extremt bristande bevis. Båda dessa fenomen har aktualiserats rörande fenomen som lynchning och justitiemord, exempelvis i den amerikanska södern, där det var relativt vanligt förekommande att en vit anklagad dödat en svart och även när bevisen var relativt starka fanns oskyldig, eller skyldig till en lägre anklagelse, som motsvarande dråp eller vållande till annans död. På grund av omständigheterna finns en vitt spridd uppfattning att en tänkbar juryledamot som antyder sig villig eller intresserad av juryräddning av den åtalade inte godkänns som ledamot. Detta resonemang kan jämföras med tendensen att motståndare till dödsstraffet, där det brukas, utesluts från juryer i dödsstraffmål då det anses kunna inverka på ledamotens bedömning av skuldfrågan. 
Ett omtalat exempel är O.J. Simpson, där en stor del av kritikerna menar att Simpsons skuld var relativt vedertagen (och senare bevisad i ett civilmål, där Simpson befanns skyldig och ålades skadestånd).